# Phoenix (shuttle)
Phoenix è un prototipo su scala 1:7 dell'Hopper, uno studio concettuale per una navetta monostadio europea completamente riusabile e pensata per il trasporto in orbita di esseri umani. (Phoenix era insieme a Penelope e Ariane il possibile nome per la famiglia di razzi sviluppati dall'Agenzia Spaziale Europea che infine prese il nome di Ariane).
Phoenix fa parte del programma nazionale della Germania ASTRA. Il progetto da 40 milioni di euro è finanziato per un terzo dal Governo Tedesco, per un terzo dalla EADS SPACE Transportation e per il terzo rimanente dallo Stato di Brema. Inoltre EADS e lo stato di Brema hanno investito altri 8,2 milioni di euro a testa di cui 4,3 in contanti. Un altro contributo di 16 milioni arriva dalle compagnie che partecipano allo sviluppo e che hanno la loro sede nello stato di Brema, dalla OHB-System, dal DLR e dal Ministero federale per l'educazione e la ricerca.
EADS è stata responsabile della gestione del progetto, dello sviluppo dell'autopilota, del simulatore numerico di volo, dei driver per attuatori e sensori, dell'integrazione del sistema e dei test. OHB-System ha partecipato alla realizzazione del modello matematico di alcuni sensori per il simulatore. ZARM ha partecipato alla realizzazione del filtro di Kalman, il software di navigazione.
Phoenix è lungo 6,9 metri, può pesare fra i 1080 kg e 1200 kg (tre configurazioni sono possibili, il peso al decollo l'8 maggio 2004 era di 1080 kg) e ha un'apertura alare di 3,9 metri. Esso doveva essere una replica in scala 1:7 dello studio concettuale Hopper, un sistema di trasporto spaziale monostadio completamente riusabile. In realtà importanti modifiche aerodinamiche sono dovute essere apportate rispetto al modello di Hopper perché dopo le prime verifiche in galleria del vento la configurazione appariva altamente instabile. Phoenix è stato costruito per sperimentare l'ultima fase della missione di Hopper, cioè l'atterraggio. La missione di Phoenix è consistita nell'atterraggio autonomo (usando solo sensori di bordo) e automatico (senza telecomandi) su una pista d'atterraggio convenzionale partendo da un'altezza di circa 2.500 m e velocità ridotta. Il trasporto di Phoenix alle condizioni iniziali di volo è da eseguirsi con un elicottero.
La progettazione e lo sviluppo di Phoenix ha coinvolto un gruppo variabile fra i dieci e i trentacinque ingegneri per un periodo di circa cinque anni. Il progetto Phoenix si è concluso nel maggio 2004 con tre voli perfettamente riusciti al North European Aerospace Test range, un aerodromo militare situato a Kiruna, a 1.240 km a nord di Stoccolma in Svezia. Il primo volo è stato effettuato nella mattina dell'8 maggio 2004. Uno dei segreti del successo di Phoenix è stata la dimensione ridotta del team che vi ha lavorato e le particolari condizioni logistiche (tutti i partner risiedevano a Brema), che hanno permesso una comunicazione e un management del progetto estremamente efficienti.
Sabato 8 maggio 2004 il prototipo è stato sganciato da un'altezza di 2,4 km da un elicottero Boeing Vertol ed ha effettuato un atterraggio di precisione senza incidenti. Il volo è durato circa 90 secondi. Test futuri previsti per i cosiddetti Phoenix 1b e Phoenix 2 dovrebbero essere svolti a quote e velocità iniziali più alte usando aerei militari o aerostati per il trasporto.

## Il sistema di navigazione di Phoenix
Phoenix è equipaggiato con i seguenti sensori:
- Embedded GPS INS (EGI)
- DGPS (Differential GPS)
- Altimetro radar
- Distanzimetro laser
- Sonda aerodinamica

Il sistema di navigazione è basato su un filtro di Kalman (un filtro di Kalman esteso (EKF), per la precisione), che utilizza le misure di DGPS, altimetro radar, distanzimetro laser per correggere la predizione della posizione del veicolo calcolata risolvendo le equazioni differenziali del moto usando come input accelerazione e velocità angolare misurate dall'EGI.

## Futuro
Il nuovo programma FLPP dell'ESA per l'adozione di un lanciatore di nuova generazione prevede lo sviluppo di IXV - Intermediate eXperimental Vehicle da lanciare nel 2012 insieme a Vega.